# ایو درفو
ایو درفو (فرانسوی: Yves Dreyfus‎؛ زادهٔ ۱۷ مهٔ ۱۹۳۱) ورزشکار شمشیربازی اهل فرانسه است.
وی در مسابقات کشوری و بین‌المللی در مجموع برندهٔ ۳ مدال طلا، ۲ مدال برنز شده‌است.